# Изложба цртежа (1965)
„Изложба цртежа” се одржала у периоду од 3. до 15. октобра 1965. године у Уметничком павиљону „Цвијета Зузорић” у Београду.

## Излагачи
1. Градимир Алексић
2. Крста Андрејевић
3. Милан Бесарабић
4. Славољуб Богојевић
5. Душко Вијатов
6. Александар Грбић
7. Оливера Грбић
8. Мило Димитријевић
9. Властимир Дискић
10. Милан Ђокић
11. Заре Ђорђевић
12. Јован Ервачиновић
13. Маша Живкова
14. Бошко Илачевић
15. Љубодраг Јанковић
16. Никола Јанковић
17. Светозар Јоановић
18. Јелена Јовановић
19. Милош Јовановић
20. Божидар Лазаревић
21. Мирјана Мареш
22. Мома Марковић
23. Вукосава Мијатовић
24. Радослав Миленковић
25. Милан Миљковић
26. Бранимир Минић
27. Светислав Младеновић
28. Миливоје Новаковић
29. Слободан Петровић
30. Божидар Продановић
31. Борислав Ракић
32. Сава Ракочевић
33. Душан Ристић
34. Миодраг Рогић
35. Димитрије Сретеновић
36. Бранко Станковић
37. Живојин Стефановић
38. Мирко Стефановић
39. Стојан Трумић
40. Славољуб Чворовић
41. Томислав Шебековић
42. Мирјана Шипош